# The Simpsons (videogioco)
The Simpsons è un videogioco arcade di genere picchiaduro a scorrimento prodotto dalla Konami nel 1991, basato sulla serie animata I Simpson. Permette di controllare tutti i quattro protagonisti della famiglia Simpson che fanno a botte attraverso tipiche ambientazioni della città di Springfield.
Uscito all'apice del successo della serie animata, divenne uno dei picchiaduro a scorrimento più noti degli anni '90 e in generale uno dei più riusciti titoli da sala giochi dell'inizio del decennio.
Ne sono state pubblicate, con il titolo di copertina The Simpsons: The Arcade Game, anche versioni per i computer MS-DOS e Commodore 64 (1991) ed emulazioni in download digitale per PlayStation Network e Xbox Live (2012). Un gioco simile (ma non una conversione), The Simpsons Arcade, venne prodotto dalla Electronic Arts per cellulari J2ME e iOS (2009).
L'originale arcade si basa sul motore del precedente Teenage Mutant Hero Turtles della Konami, in versione più evoluta.

## Trama
Nell'introduzione, Smithers ha derubato una gioielleria per ordine del suo capo Montgomery Burns; mentre sta fuggendo si scontra con la famiglia Simpson che stava passeggiando. Un diamante, volando in aria, finisce nella bocca di Maggie che inizia a succhiarlo come fosse un ciucciotto: Smithers rapisce direttamente la bambina e scappa. Sarà compito degli altri quattro familiari inseguirlo e recuperare la piccola, affrontando tutti gli scagnozzi di Burns sparsi per Springfield. La famiglia dovrà attraversare il centro città e poi varie ambientazioni come il parco divertimenti di Krusty, la taverna di Boe e gli studi di Canale 6. Alla fine, nella centrale nucleare, i Simpson dovranno battere prima Smithers e poi Burns alla guida di un mech. Burns dopo la sconfitta finirà per terra e Maggie gli metterà in bocca il suo ciuccio, tenendosi il diamante per sé. Dopo i titoli di coda, si può notare Homer che getta il diamante alle sue spalle.

## Modalità di gioco

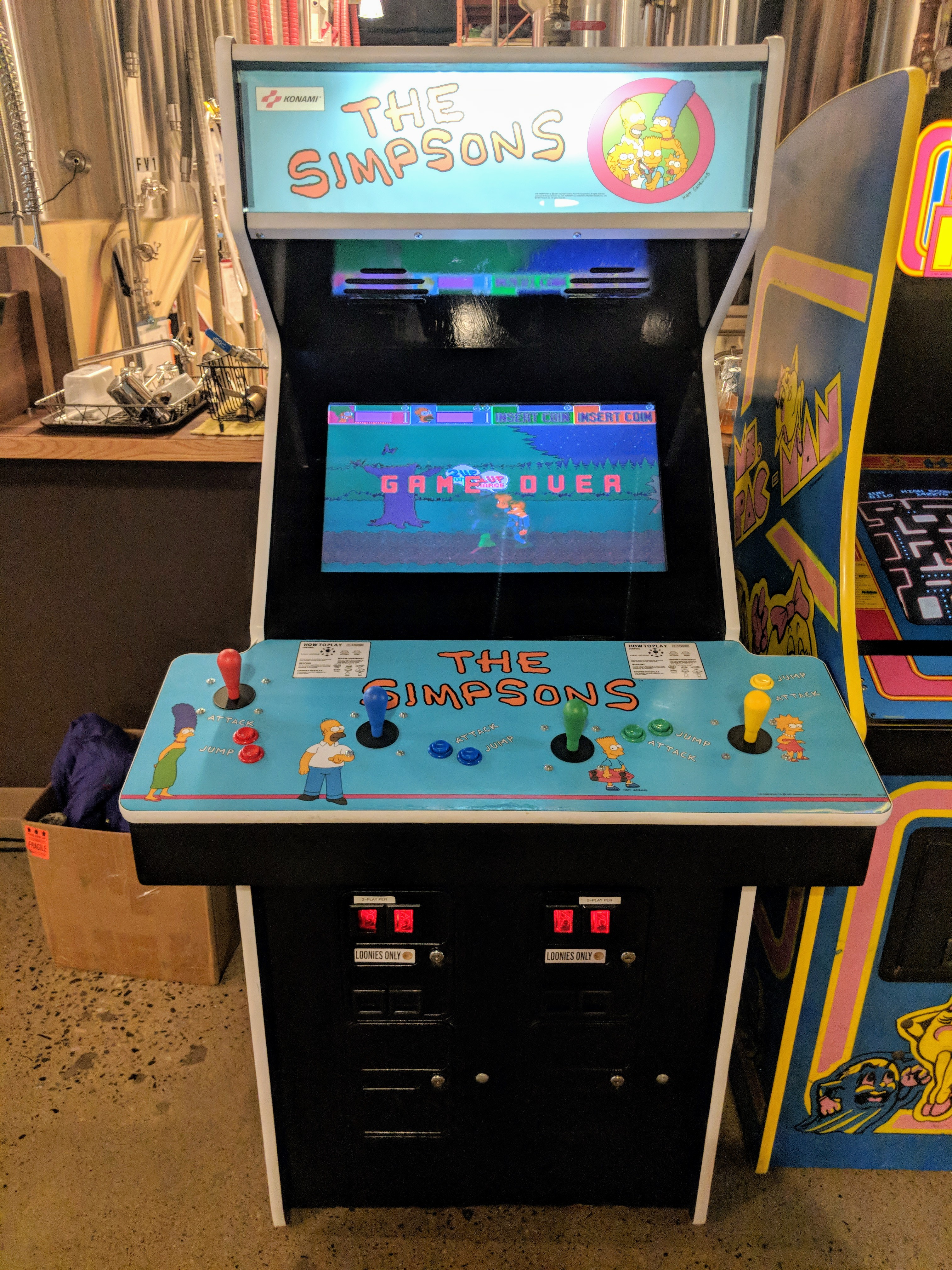
Un cabinato che supporta fino a 4 giocatori

Il gioco è un picchiaduro a scorrimento orizzontale in cui possono unire le forze fino a quattro giocatori simultaneamente (ridotti a due nelle versioni più semplici del cabinato e negli adattamenti DOS e Commodore 64), controllando ciascuno un diverso personaggio. Homer combatte a pugni, Marge colpisce con un aspirapolvere come arma contundente, Bart con il suo skateboard e Lisa con una corda per saltare come se fosse una frusta.
I personaggi possono spostarsi in tutte le direzioni, saltare e fare varie mosse di attacco. Il gioco introdusse anche un'innovazione nel suo genere, la possibilità (solo in multigiocatore) di unire temporaneamente due personaggi alla volta per effettuare attacchi combinati, che variano a seconda dei due personaggi utilizzati; ad esempio Bart viene sollevato da Homer e usato come arma. È possibile trovare nel corso dei vari livelli numerosi oggetti come cibi per ripristinare l'energia, oggetti contundenti da lanciare contro i nemici (tra cui anche il Piccolo aiutante di Babbo Natale e Palla di neve) o armi che possono essere utilizzate solo per un periodo limitato. Spesso sono altri personaggi della serie ad aiutare il giocatore consegnandogli certi oggetti, tra i quali Milhouse, Terri & Sherri e persino Telespalla Bob.
I nemici più comuni sono vari tirapiedi di Burns, non corrispondenti a precisi personaggi della serie animata, che combattono a mani nude o con varie armi improprie. Si incontrano poi avversari a tema con i vari livelli; alcuni, come pagliacci e persone in costume da coniglio, una volta sconfitti si rivelano sicari travestiti, altri come pompieri e Bigfoot sono personaggi locali.
I livelli in totale sono 8, ciascuno con un boss finale e talvolta dei mid-boss da affrontare. Al termine di alcuni dei livelli si dovrà affrontare un paio di semplici minigiochi bonus, che consistono nel gonfiare un palloncino prima di tutti gli altri giocatori (o dei personaggi controllati dalla CPU) e nello svegliare il prima possibile il proprio personaggio: entrambi i giochi si basano sul button-mashing, ovvero la semplice pressione più veloce possibile di un unico bottone.
Il gioco contiene una riproduzione della sigla della serie, schede dei personaggi durante la fase di demo, intermezzi animati al termine di ogni livello e un poco di parlato, con le voci originali dei personaggi tratte direttamente dalla serie. Ci sono inoltre alcuni riferimenti alla precedente opera di Matt Groening Life in Hell, come apparizioni del coniglio Binky, uno dei protagonisti della serie.